# Ignaz Tschurtschenthaler

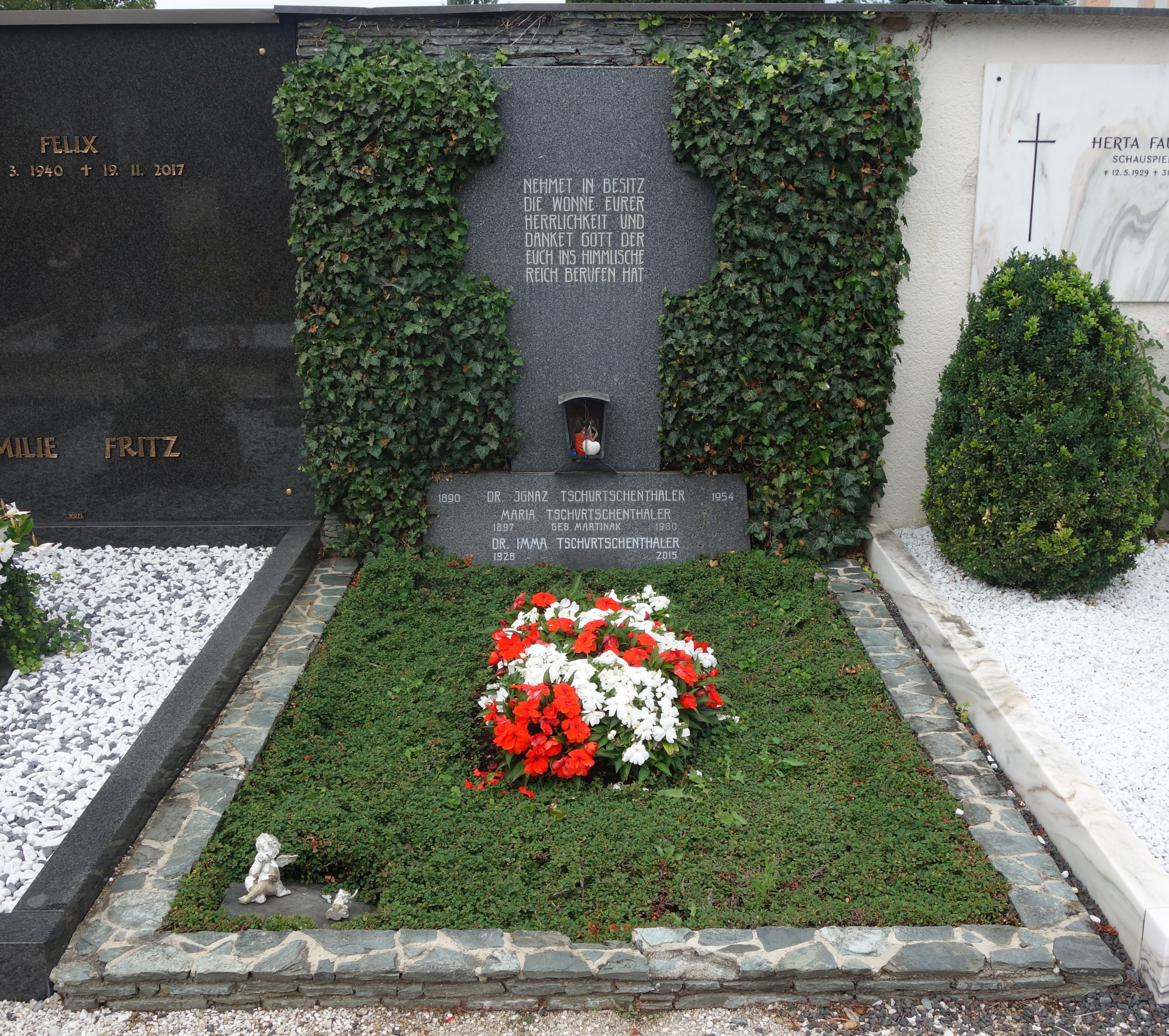
Grabstein von Ignaz Tschurtschenthaler am Friedhof St. Martin in Klagenfurt

Ignaz Josef Tschurtschenthaler (* 1. Februar 1890 in Mauthen, Österreich-Ungarn als Ignatius Josefus Tschurtschenthaler; † 16. Dezember 1954 in Klagenfurt am Wörthersee) war ein österreichischer Rechtsanwalt und Politiker.

## Leben
Ignaz Tschurtschenthaler wurde am 1. Februar 1890 als Sohn des Rotgerbers und Bauern Johann Tschurtschenthaler und dessen Ehefrau Bibiana (geborene Maier) geboren und bereits am nachfolgenden Tag auf den Namen Ignatius Josefus getauft. Nach der Volksschule trat er in das Bischöfliche Knabenseminar in Klagenfurt ein und besuchte dort das Gymnasium. Noch in seiner Gymnasialzeit trat Tschurtschenthaler im Jahre 1907 der katholischen Pennalie Karantania (später KÖStV Karantania Klagenfurt im MKV) bei und war als deren Senior im Wintersemester 1908/09 an der Gründung der katholischen Pennalie Gothia (später KÖStV Babenberg im MKV) beteiligt. Dadurch geriet er in den Konflikt mit dem liberal bzw. alldeutsch ausgerichteten Lehrkörper, was dazu führte, dass er sechs Wochen vor der Matura von der Schule verwiesen wurde. In weiterer Folge führte Tschurtschenthaler, aufgrund des Auffliegens dieser beider Pennalien, einen Ehrenbeleidigungsprozess gegen den Gymnasialprofessor und Landtagsabgeordneten Hans Angerer, der in ganz Österreich Beachtung fand. Angerer soll Tschurtschenthaler vor dem Direktor und einem weiteren Professor des Gymnasiums „ein charakterloses Subjekt“ genannt haben. Der am Vormittag des 3. April 1909 geführte Prozess endete in einem Freispruch Angerers. Die Berufung Tschurtschenthalers gegen das Urteil wurde Mitte Mai 1909 abgewiesen, da nicht objektiv nachgewiesen konnte, dass Angerer die erwähnte Aussage gegenüber Tschurtschenthaler getätigt hatte. Erst durch Intervention des christlichsozialen Reichsratsabgeordneten Albert Geßmann konnte Tschurtschenthaler daraufhin als Externist die Matura am Gymnasium Klosterneuburg ablegen. Seinen Unterhalt verdiente er sich während seiner Schulzeit durch das Geben von Nachhilfestunden sowie den Verkauf von Eiern.
Danach begann er ein Studium der Rechtswissenschaft an der Universität Graz und wurde in dieser Zeit Mitglied der KÖStV Traungau Graz, der er am 11. Oktober 1909 beitrat und bei der er den Couleurnamen Igo erhielt. Im Oktober 1910 erfolgte seine Wahl zum Consenior. Auch im darauffolgenden Frühjahr wurde er in dieser Position wiedergewählt. Im Sommersemester 1913 wurde er ein Senior der Studentenverbindung und war danach im Wintersemester 1914/15 ein Fuchsmajor. Neben seinem Studium, das er als Doktor der Rechte abschloss, besuchte Tschurtschenthaler den Abiturientenkurs, der es ihm ermöglichte, eine zusätzliche kommerzielle und betriebswirtschaftliche Ausbildung zu absolvieren.
Danach war Tschurtschenthaler als Konzipient in Innsbruck und Klagenfurt – nach anderen Angaben war er zusätzlich auch noch als Rechtsanwalt in Graz und Wien aktiv – tätig, ehe er im Jahre 1925 in Klagenfurt eine eigene Anwaltskanzlei eröffnete. Während seiner Zeit in Graz heiratete er am 12. Mai 1922 in der Grazer Herz-Jesu-Kirche Maria Martinak, Tochter des Pädagogen Eduard Martinak (1859–1943) und der Tochter des Besitzers der Brauerei Göss, Max Kober, Josefa. In seiner eigenen Kanzlei beschäftigte er sich vor allem auf das Insolvenzrecht. Tschurtschenthaler, der sich in der Christlichsozialen Partei engagierte und dadurch bald in die Politik kam, fungierte in den Jahren 1926 bis 1934 als Gemeinderat von Klagenfurt. Danach war er kurzzeitig, von 7. März 1934 bis 2. Mai 1934, als CS-Mitglied im österreichischen Bundesrat vertreten und zog im Anschluss daran in den Kärntner Landtag ein, wo er sein Mandat von 1934 bis 1938 bekleidete. Während des Juliputsches 1934 wurde von den Nationalsozialisten ein Attentat auf Tschurtschenthaler verübt. Im Herbst 1934 wurde er Mitglied des Staatsrates des Ständestaates, dem er vom 1. November 1934 bis zum 12. März 1938, dem Anschluss Österreichs, angehörte. Der Staatsrat entsandte ihn am 27. November 1934 in den Bundestag. Von 1934 bis 1937 war Tschurtschenthaler Kärntner Landesführer der Ostmärkischen Sturmscharen.
In der Nacht zum 12. März 1938, während des Anschlusses Österreichs, wurde er von den Nationalsozialisten verhaftet und am 24. Mai 1938 ins KZ Dachau deportiert. Sein Haus in Klagenfurt wurde von der Sturmabteilung und sein Seehaus in Pörtschach von der Schutzstaffel beschlagnahmt. Am 27. September 1939 erfolgte Tschutschenthalers Überstellung ins KZ Flossenbürg, von dem er im Frühjahr 1940, bereits gesundheitlich angeschlagen, freigelassen wurde. Neben Alfred Ferstl, Karl Quaß und Max Riccabona war Tschurtschenthaler einer von vier Urphilistern der K.Ö.St.V. Traungau Graz, die während des Zweiten Weltkriegs in einem Konzentrationslager waren.
Tschurtschenthaler wurde nach seiner Freilassung mit Gauverbot/Berufsverbot belegt und von der Liste der Rechtsanwälte gestrichen. Anderen Quellen zufolge erfolgte seine Streichung aus der Liste bereits über ein Jahr zuvor. Daraufhin ging er nach Wien, wo er nach einem Genesungsurlaub zum Gebäudeverwalter, Realitätenvermittler und Steuerberater ausgebildet wurde. Im November 1941 wurde eine Bewerbung Tschurtschenthalers für eine Konzession als Realitätenvermittler abgelehnt. Knapp ein Jahr später wurde er im Oktober 1942 als Helfer in Steuerangelegenheiten zugelassen und vom Gaupersonalamt Kärnten als Berater in Steuerangelegenheiten angestellt, musste sich aber während des Zweiten Weltkriegs wöchentlich bei der Gestapo melden. Parallel zu seiner beruflichen Laufbahn absolvierte er an der Hochschule für Welthandel Wien eine Ausbildung zum Diplom-Volkswirt, die er im Jahre 1944 abschloss.
In der Nacht zum 19. März 1945 kehrte er nach Kärnten zurück und nahm nach dem Zweiten Weltkrieg wieder seine Anwaltstätigkeit auf. Gemeinsam mit weiteren Persönlichkeiten war er in diesem Jahr an der Gründung der ÖVP Kärnten beteiligt und war gleichzeitig auch eines der Gründungsmitglieder. Als Kandidat für die ersten Wahlen zum Nationalrat aufgestellt, wurde er auch in ebendiesen gewählt und gehörte diesem vom 19. Dezember 1945 bis zum 8. November 1949, über eine gesamte Gesetzgebungsperiode, an. 1950 wurde Tschurtschenthaler zum Ersatzmitglied des Verfassungsgerichtshofes bestellt. Wie der Österreichische Cartellverband auf seiner offiziellen Webpräsenz vermerkt, war Tschurtschenthaler nicht, wie von Gertrude Enderle-Burcel angegeben, ÖVP-Landesparteiobmann. Ebenso falsch ist laut ÖCV die im Biographischen Handbuch der österreichischen Parlamentarier gemachte Aussage, er sei unter Hans Piesch Landeshauptmannstellvertreter von Kärnten gewesen.
Nebenbei engagierte sich Tschurtschenthaler auch im Österreichischen Cartellverband, in dem er unter anderem von 1930 bis 1938 und eine kurze Zeit lang ab 1945 Vorsitzender des Altherrenlandesbundes Kärnten war. Sein Sohn Gottfried Tschurtschenthaler (1924–ca. 1978) war ebenfalls als Rechtsanwalt in Klagenfurt tätig und war Mitglied des KÖStV Traungau Graz. Am 16. Dezember 1954 starb Ignaz Tschurtschenthaler im Alter von 64 Jahren in Klagenfurt.